# Metafikcija
Metafikcija, proza o prozi, naziv za postupak u književnosti i za poseban tip proze čije je glavno obilježje da referira sama na sebe. Metafikcija upućuje čitatelja na to da pred sobom ima fiktivni tekst, bilo izravnim obraćanjem autora čitatelju, bilo šaljivim ili ironijskim odmakom ili drugim postupcima.
Autori kroz metafikcijske postupke često propituju vlastito pripovijedanje i njegovu strukturu, i na taj način problematiziraju odnos između teksta i stvarnosti, fikcije i zbilje. Metafikcija se prepoznaje i kroz poigravanje žanrovskim načelima, čime pisci ponekad otkrivaju ideološke, spolne, rodne, rasne i druge pretpostavke na kojima se temelje književni žanrovi i kanoni.
Pojam "metafikcija" je prvi upotrijebio američki pisac i književni kritičar William H. Gass 1970. u knjizi "Fiction and the Figures of Life". Metafikcija je karakteristična za postmodernističku književnost, iako se njene preteče nalaze i u ranijim epohama svjetske književnosti, npr. u romanu Don Quijote Miguela Cervantesa, te kod Shakespearea. Henry Fielding u romanu "Tom Jones" (1749) ispisuje opširne pasuse o lošim piscima i kritičarima, što nije u vezi s radnjom romana, već opravdava njegove autorske postupke i sam roman.
Britanski autor Laurence Sterne se u glasovitom romanu Tristram Shandy kroz stalne digresije komično poigrava s prirodom pisanja proze, i autorovim dilemama spram onoga što će uključiti u priču, a što neće. U novije vrijeme John Fowles u djelu Žena francuskog poručnika (1969.) u prekida pripovijedanje kako bi čitatelju objasnio svoj postupak pisanja, i ponudio mu različite završetke romana. Odličnim primjerom metafikcije se smatra i roman Ako jedne zimske noći putnik (1979.) talijanskog pisca Itala Calvina.